# Feind hört mit

Warnplakat um 1943/44

Schild „Vorsicht bei Gesprächen! Feind hört mit!“

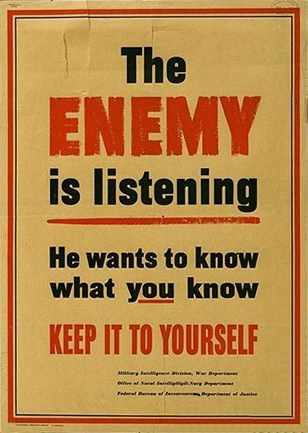
Kampagne des United States Office of War Information (OWI)

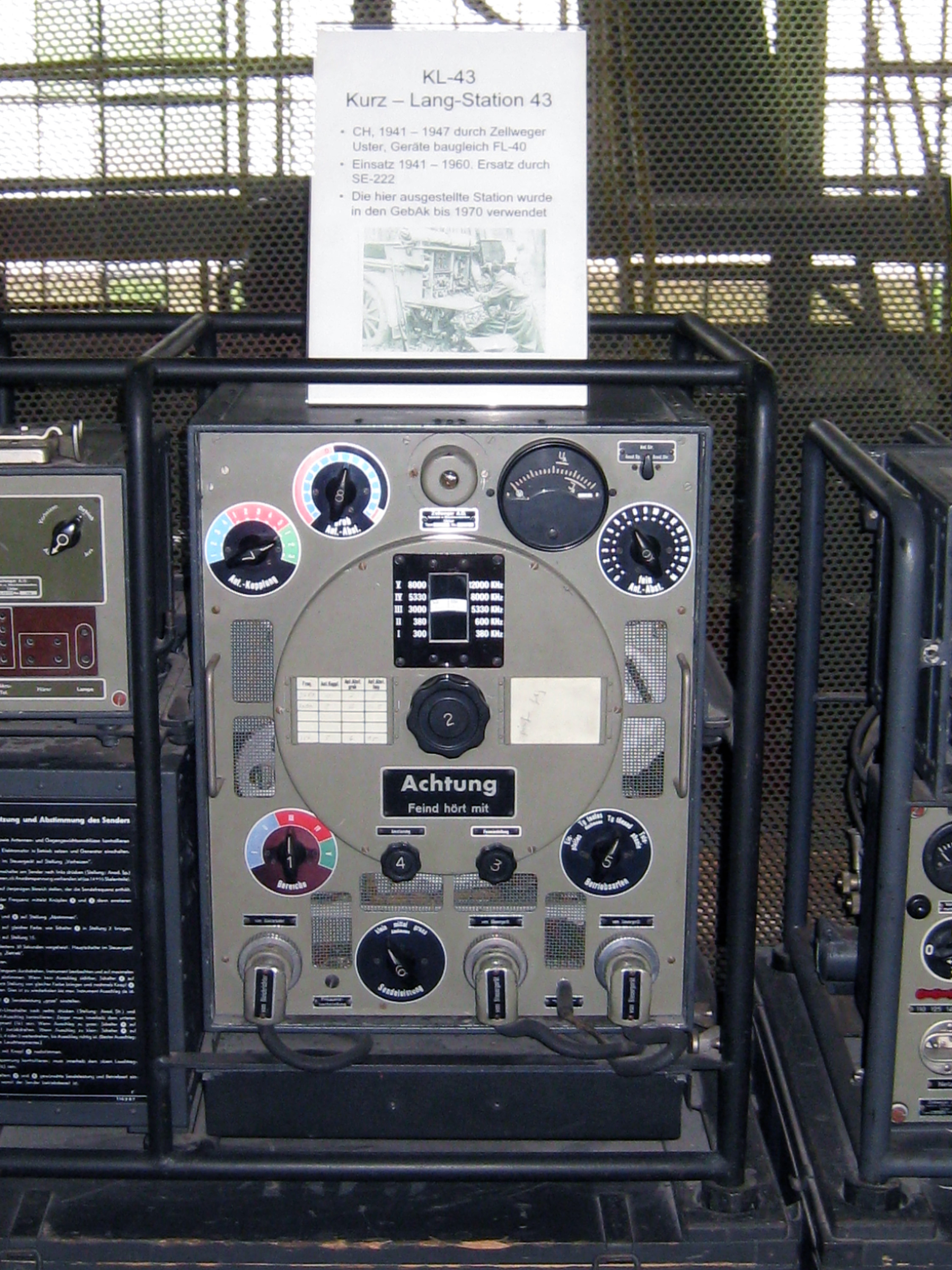
Warnhinweis auf Funkstation der Schweizer Armee (Gerätemitte)

Feind hört mit! war eine innenpolitische Kampagne im Deutschen Reich vom 1. September 1939 bis Ende des Zweiten Weltkriegs zur Abwehr von Spionage und Sabotage.
Vergleichbare Kampagnen führten während des Krieges die Vereinigten Staaten (The Enemy is Listening – siehe nebenstehendes Plakat des OWI), die Sowjetunion und Großbritannien (Loose lips sink ships).

## Kampagne
Die Kriegspropaganda suggerierte der Bevölkerung eine latente Bedrohungssituation und bot Lösungen an, wie damit umzugehen sei. Es gab dazu während des Krieges eine bekannte Plakat-Reihe mit dem „Feind hört mit-Schattenmann“, die wesentlich zu seiner Verbreitung beitrug. Darauf waren jeweils eine kleine Personengruppe zu sehen und im Hintergrund ein schräger schwarzer Schatten, der sie belauscht. Eine andere Abbildung stellt eine schnatternde Gans im Arbeitsanzug mit dem Titel „Schäm Dich, Schwätzer!“ dar. Zahlreiche Schilder an öffentlichen Fernsprechern warnten mit „Vorsicht bei Gesprächen! Feind hört mit!“.
Die Kampagne wurde über Printmedien wie Der Stürmer sowie über Kurzfilme und Wochenschauen, die als Vorfilm in Kinos gezeigt wurden, verbreitet. Die Inszenierungen sollten dem Bürger bewusst machen und zeigen, an welchem spezifischen Verhalten „gefährliche“ oder „volksschädliche“ Personen mit Ausspähungsabsichten zu entlarven sind. Meist treten die Protagonisten diesen „auffälligen“ Personen beherzt entgegen und es gelingt ihnen, sie aufzuhalten oder an ihren vermeintlich gefährlichen Absichten zu hindern. Einige der Produktionen sind so beschaffen, dass die Protagonisten als Geschädigte zurückbleiben. Aus ihrem Schaden sollte der Zuschauer lernen.

## Film
Der Film „Achtung! Feind hört mit!“ wurde 1940 von der Terra Film von Arthur Maria Rabenalt gedreht, die Musik dazu kam von Franz Grothe, Rudi Schuricke sang „Schenk mir dein Lächeln, Maria“. Darsteller waren René Deltgen, Kirsten Heiberg, Lotte Koch, Michael Bohnen, Elsa Wagner, Josef Sieber, Claire Reigbert, Rudolf Schündler, Ernst Waldow, Karl Dannemann, Rolf Weih, Lola Müthel, fliegerisch tätig war Beate Uhse. Das Drehbuch kam von Kurt Heuser nach einer Idee von Georg C. Klaren.

## Funkamateure
Um die Übermittlung strategisch relevanter Informationen an den Gegner zu verhindern, wurde ab September 1939 der Amateurfunkdienst in 120 Staaten verboten, einschließlich Großbritannien, Kanada und ab Juni 1940 die USA. In Deutschland verloren die Lizenzen der Reichspost ihre Gültigkeit und wurde der Privatbesitz von Funkgeräten sofort verboten. Die Geräte wurden ohne Entschädigung enteignet und eingezogen oder mussten beim Zustellpostamt abgeliefert werden. Von den 250 Staaten, die vor Kriegsbeginn den Amateurfunkdienst erlaubten, gingen die Hälfte zur gleichen Zeit off air. Allerdings wurden während des Zweiten Weltkriegs in Deutschland mehr als hundert sogenannte Kriegsfunksendegenehmigungen erteilt, mit denen man legal senden durfte.

## Agenten
Subversive alliierte Funksende-Aktivitäten bestanden während des Krieges, durchgeführt von den geheimen Organisationen Office of the Coordinator of Information, Special Operations Executive und der Military Intelligence Division, die besonders in Frankreich, Norwegen, Italien, den Niederlanden, Jugoslawien, Algerien, Griechenland, Polen, Tschechoslowakei und der Ostmark aktiv waren, selten jedoch im „Altreich“. Für die Spionageabwehr solcher Aktivitäten war die Abwehr zuständig.

## Galerie

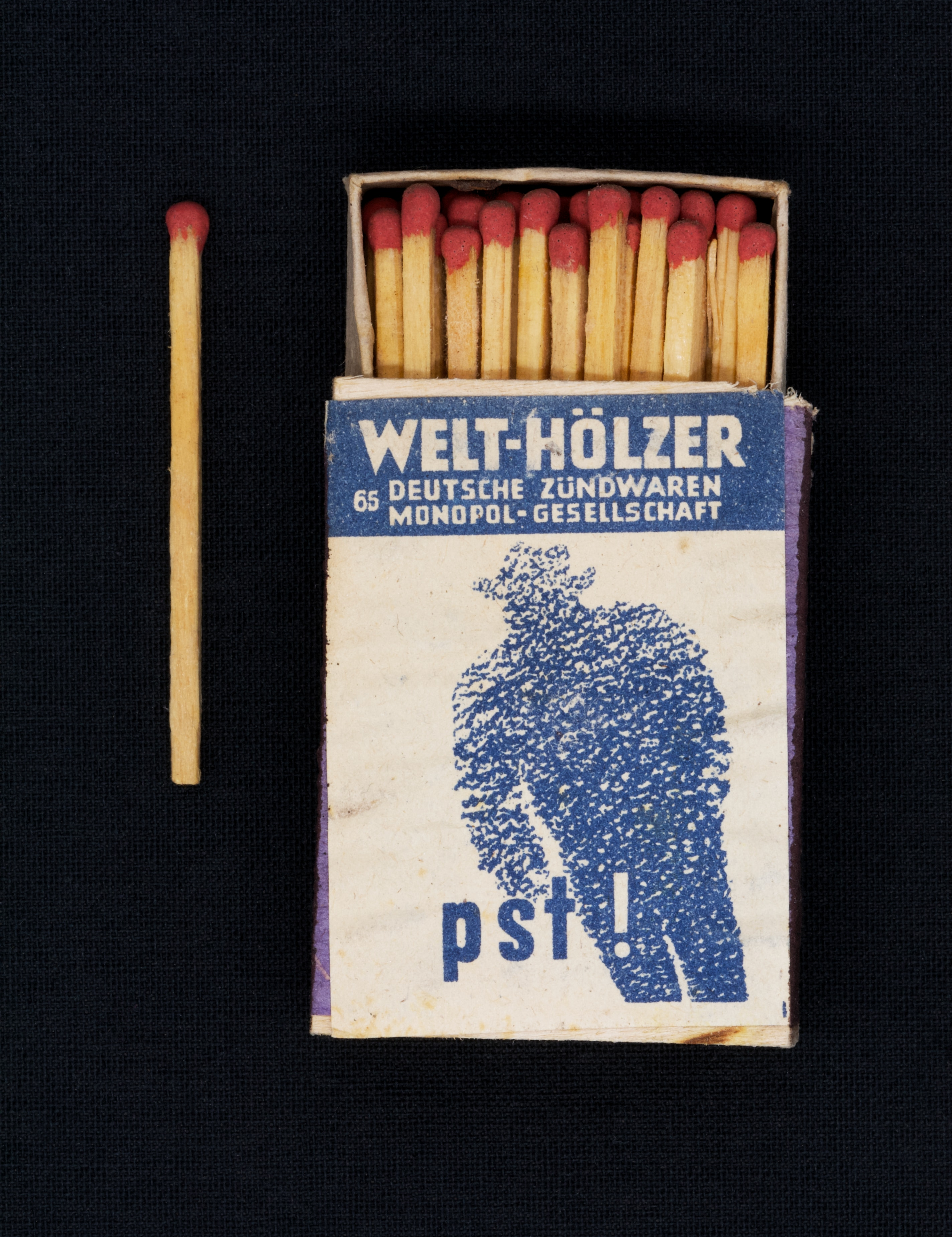
Streichhölzer mit Schattenmann
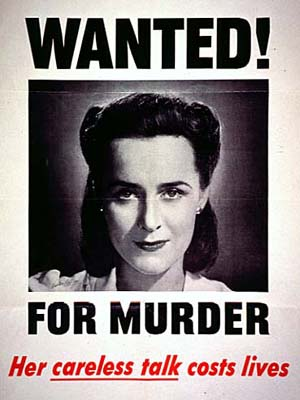
Poster des OWI aus der Zeit 1941–1945
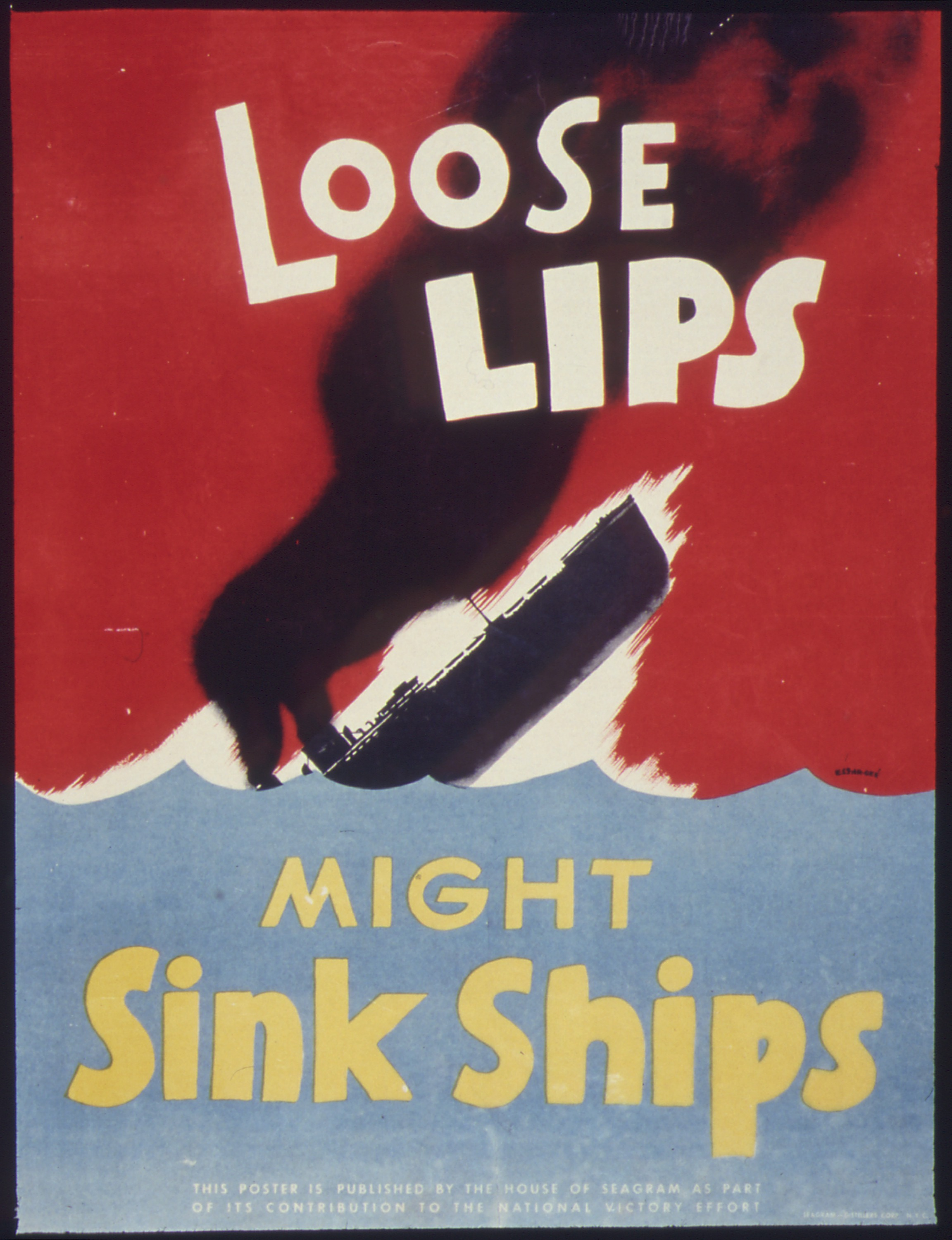
US Poster – Loose lips might sink ships
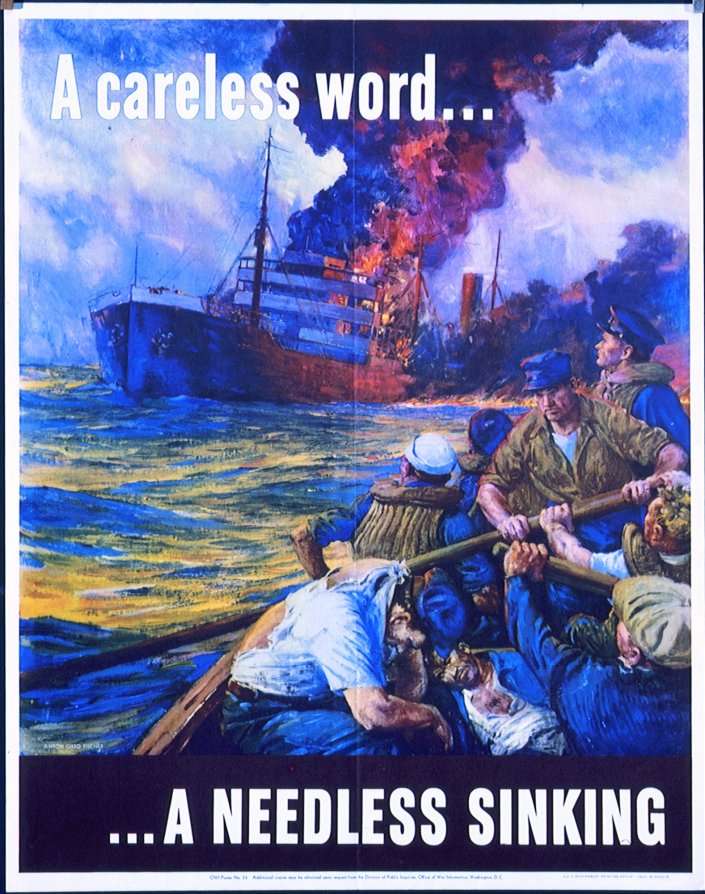
US Poster